# Matheus Pereira (Fußballspieler, 1997)
Matheus Sousa Pereira (* 31. Januar 1997 in Rio de Janeiro), auch einfach nur Matheus Pereira genannt, ist ein brasilianischer Fußballspieler.

## Karriere
Matheus Pereira erlernte das Fußballspielen in der Jugendmannschaft des Figueirense FC im brasilianischen Florianópolis. Der Verein spielte in der zweiten Liga, der Série B. 2020 wechselte er zum Erstligisten Atlético Goianiense nach Goiânia. Hier kam er 2020 in der Série A zehnmal zum Einsatz. Anfang 2021 wurde er an den japanischen Verein Ōita Trinita ausgeliehen. Der Verein aus Ōita spielte in der ersten Liga, der J1 League. Am Saisonende 2021 belegte er mit Ōita den achtzehnten Tabellenplatz und musste in zweite Liga absteigen. Bis Ende Dezember 2022 bestritt er für den Verein insgesamt 45 Ligaspiele. Nach der Ausleihe wurde er im Januar 2023 von Ōita Trinita fest unter Vertrag genommen.

## Erfolge
Figueirense
- Staatsmeisterschaft von Santa Catarina: 2018